# Day for Night (Spock's Beard)
Day for Night è un album del gruppo neoprogressive statunitense Spock's Beard.

## Tracce
1. "Day for Night" – 7:34
2. "Gibberish" – 4:18
3. "Skin" – 3:58
4. "The Distance to the Sun" – 5:11
5. "Crack the Big Sky" – 9:59
6. "The Gypsy" – 7:28
7. "Can't Get It Wrong" (Nick D'Virgilio, Alan Morse, Neal Morse) – 4:12
8. "The Healing Colors of Sound" – 21:44
  - The Healing Colors of Sound Part 1 – 2:22
  - My Shoes – 4:16
  - Mommy Comes Back – 4:50
  - Lay It Down – 3:18
  - The Healing Colors of Sound Part 2 – 3:17
  - My Shoes (Revisited) – 3:54
  - Urban Noise (uncredited) – 0:41

European edition bonus track
1. "Hurt" – 3:09

## Formazione
- Neal Morse – voce, pianoforte, sintetizzatore
- Alan Morse – chitarra elettrica, mellotron, voce
- Dave Meros – basso
- Ryo Okumoto – organo Hammond, mellotron
- Nick D'Virgilio – batteria, percussioni, voce